# 梶岡定道

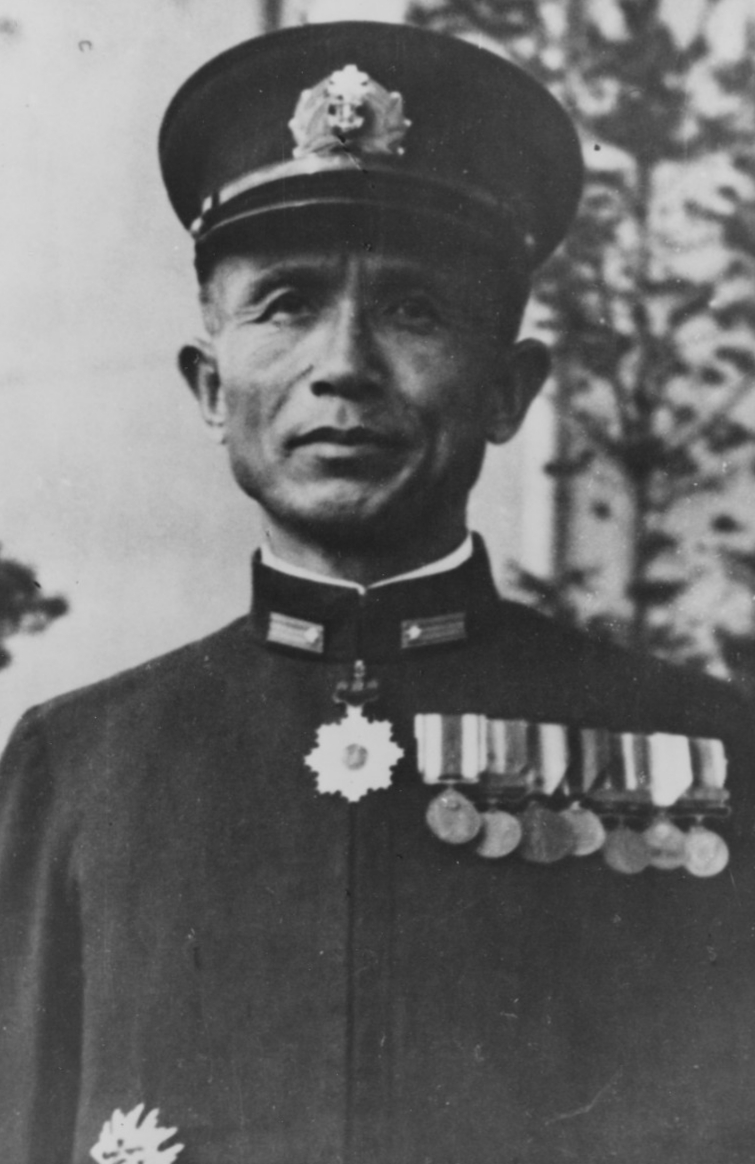
梶岡定道

梶岡 定道（かじおか さだみち、1891年5月18日 - 1944年9月12日）は、日本の海軍軍人。最終階級は海軍中将。

## 経歴
愛媛県出身。梶岡為三郎の二男として生れる。1911年7月、海軍兵学校（39期）を卒業し、1912年12月、海軍少尉に任官。海軍大学校では、1918年4月から乙種、専修科、航海科で学んだ。
その後、「満州」・運送艦「青島」・給油艦「知床」の各航海長、佐世保鎮守府付、「木曾」「筑摩」「春日」の各航海長、水路部員、「浅間」「那智」「陸奥」の各航海長、「春日」教官、海軍航海学校教官などを歴任し、1934年11月、海軍大佐に進級。給油艦「鳴戸」・「長良」・「春日」・「木曾」の各艦長、横須賀港務部長などを経て、1940年11月、海軍少将に進級。佐世保防備戦隊司令官、横須賀防備戦隊司令官などを歴任。
第6水雷戦隊司令官として太平洋戦争を迎え、ウェーク島攻略作戦に参加。横須賀鎮守府出仕、第18戦隊司令官、羅津方面特別根拠地隊司令官などを勤め、1943年10月に予備役となったが、1944年1月に召集された。同年4月に第6護衛船団司令官に就任して竹一船団、ヒ71船団などの指揮を執ったが、同年9月にヒ72船団を指揮中に乗艦の海防艦「平戸」が撃沈されて戦死した。死後、海軍中将に進級した。